# Weird fiction

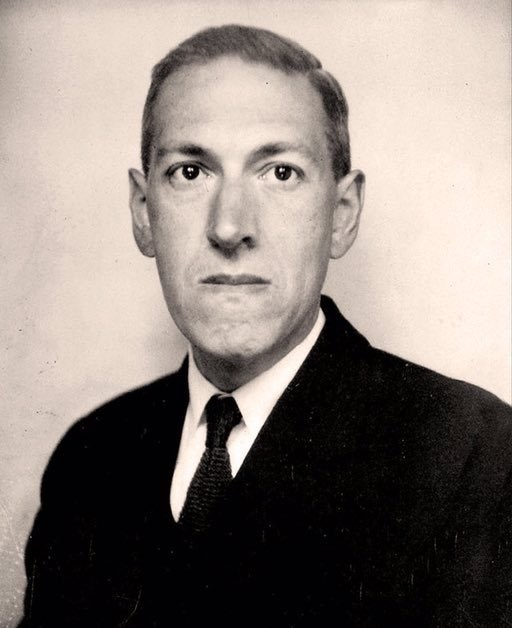
H. P. Lovecraft, uno de los representantes del género.

Se conoce como weird fiction (ficción extraña, en inglés) a un subgénero de ficción especulativa que se originó a finales del siglo XIX y principios del siglo XX. Se puede decir que abarca historias de fantasmas y otros cuentos de lo macabro. La ficción extraña se distingue del horror y la fantasía en su mezcla de tropos sobrenaturales, míticos e incluso científicos. Algunos autores británicos que adoptaron este estilo han publicado a menudo su trabajo en las revistas literarias convencionales incluso después de que las revistas pulp estadounidenses se hicieran populares. Entre los escritores de weird fiction más populares se encuentran Edgar Allan Poe, William Hope Hodgson, H. P. Lovecraft, Lord Dunsany, Arthur Machen, M. R. James o Clark Ashton Smith.
Aunque la weird fiction se ha utilizado principalmente como descripción histórica de obras publicadas durante la década de 1930, el término también se ha aplicado cada vez más a partir de la década de 1980, generalmente para describir la ficción que mezcla el terror, la fantasía y la ciencia ficción.

## Historia
H. P. Lovecraft adoptó el término de Sheridan Le Fanu y lo popularizó en sus ensayos. En El horror sobrenatural en la literatura, Lovecraft define el género:

The true weird tale has something more than secret murder, bloody bones, or a sheeted form clanking chains according to rule. A certain atmosphere of breathless and unexplainable dread of outer, unknown forces must be present; and there must be a hint, expressed with a seriousness and portentousness becoming its subject, of that most terrible conception of the human brain--a malign and particular suspension or defeat of those fixed laws of Nature which are our only safeguard against the assaults of chaos and the daemons of unplumbed space.
La verdadera historia extraña tiene algo más que asesinato secreto, huesos ensangrentados, o una forma de cadena que se arrastra de acuerdo a las reglas. Debe estar presente una cierta atmósfera de ahogo e inexplicable temor a las fuerzas externas y desconocidas; y debe haber un indicio, expresado con una seriedad y pretenciosidad que se convierta en su objetivo, de esa concepción más terrible del cerebro humano —una suspensión maligna y particular o la derrota de esas leyes establecidas por la Naturaleza que son nuestra única salvaguardia contra los asaltos del caos y los demonios del espacio insondable.

La revista pulp Weird Tales publicó muchas historias de este tipo en los Estados Unidos desde marzo de 1923 hasta septiembre de 1954. S. T. Joshi describe varias subdivisiones del cuento extraño: el horror sobrenatural (o fantastique), el cuento de fantasmas, la casi ciencia ficción, la fantasía y el horror ambiguo y argumenta que la weird fiction es sobre todo el resultado de las predisposiciones filosóficas y estéticas de los autores asociados con este tipo de ficción.
Aunque Lovecraft fue uno de los pocos escritores de principios del siglo XX en describir su obra como «weird fiction», el término ha experimentado un renacimiento contemporáneo en lo que ha pasado a denominarse New Weird Fiction. Por ejemplo, el escritor de fantasía, político y profesor británico China Miéville a menudo se refiere a su trabajo como weird fiction. Muchos escritores de terror también se han situado dentro de la tradición extraña, como Clive Barker, que describe su ficción como fantastique, o Ramsey Campbell, cuyas primeras obras estaban profundamente influenciadas por Lovecraft.